# Plaudren
Plaudren (tiếng Breton: Plaodren) là một xã ở tỉnh Morbihan trong vùng Bretagne tây bắc Pháp. Xã này có diện tích 41,07 km², dân số năm 1999 là 1448 người. Khu vực này có độ cao từ 42-154 mét trên mực nước biển.
Sông Arz bắt nguồn từ xã này.
Cư dân của Plaudren danh xưng trong tiếng Pháp là Plaudrinois.